# Центральный рынок (Валенсия)
Центральный рынок (исп. Mercado Central, кат. Mercat Central) Валенсии — расположен в центральной части города. Популярное место у туристов и местных жителей.

## Краткие сведения
Торговля под открытым небом впервые была начата на этом месте в 1839 году. В конце XIX века власти города организовали конкурс на строительство нового крытого рынка. В 1910 году победил проект Алехандро Солера Марча и Франциско Гуардиа Виала, окончивших барселонскую школу архитектуры. Строительство длилось с 1914 по 1928 год, но завершено не было.
Архитектурный стиль сочетает в себе элементы модерна, готики и эклектики.
В большей части торговых точек продаются продукты питания, хотя в глубине рынка находятся сувенирные лавки.